# バーティカル・リミット
『バーティカル・リミット』（Vertical Limit）は、2000年にアメリカ合衆国で公開された山岳アクション映画である。マーティン・キャンベル監督。

## ストーリー
若き青年ピーター・ギャレットは、父のロイス、妹のアニーとモニュメント・バレーでロッククライミングを楽しんでいたが、悪夢のような転落事故に巻き込まれる。命綱が3人の重さに耐えれなくなったことでピーターは父に「妹を死なせるな」と諭され、父の命綱を切ることで助かるが、父が死んだことから、その決断はピーターを悩ませ、子供の頃より仕込まれてきた登山技術を捨て山から下りる。
そんな兄を妹は愛おしく、同時に許せないでもいた。アニーは父の遺志を継ぎクライミングを続け、雑誌の誌面を飾るトップ・クライマーの仲間入りを果たす。自然写真家としてカラコルムに来たピーターは、企業家のスポンサーから誘われてK2登山チームに加わったアニーと再会するが、兄妹には打ち解けない空気が漂う。
登頂の日、ピーターと和解できないままのアニーを含めたチームは、ベースキャンプより出発。しかし、悪天候により一行は登頂をあきらめ下山するが、途中で雪崩に巻き込まれる。生き延びたアニーだがクレバスに落下、このままでは高山病による高地肺水腫で死を待つ以外にない。無線を利用したSOS信号により事態を知った兄だが、ヘリは現地に飛べず、人力では雪の壁を崩せない。
必死のピーターは仲間を募り、危険な賭けに出る命知らず達が集まる。しかし、人間の精神と肉体がわずかの時間しか継続できないバーティカル・リミット（限界高度）の世界に挑もうとする彼らに、運命の悪魔は更なる悲劇をもって待ち構えていた。

## 登場人物

### 主要人物
ピーター・ギャレット（Peter Garrett）
主人公で、写真誌の記者。元登山家。優れた技術を持っていたが同行していた3年前のロッククライミング中に事故で父を亡くし、トラウマから登山家を引退した。事故以降は妹とは疎遠な関係となっている。
アニー・ギャレット（Annie Garrett）
ピーターの妹で、登山家。アイガー登頂の最短時間を記録した経験を持つトップクライマーでもある。これらの実績から、雑誌でも取り上げられるほどのかなりの有名人でもありK2登頂を記録するテレビ取材班のリーダーとして、ボーンの登頂アタック隊に同行する。
エリオット・ボーン（Elliot Vaughn）
アメリカ人の企業家。登山家としても活動しており、自身の航空会社「マジェスティック航空」の宣伝としてK2登頂を目指している。4年前にもK2登頂を目指したが、失敗に終わっている。
目的意識が強く、嵐が感知されてもトムを脅し登頂を強行させた。その結果、下山が遅れ登頂アタック隊は雪崩に巻き込まれ、自身もアニー、トムと共にクレバスに落下してしまう。
実は人殺しも厭わない冷酷な人物。
モンゴメリー・ウィック（Montgomery Wick）
足の指を無くした登山家。いつも山中で妻の遺体を捜している。ピーターの父であるロイスとは軍隊で一緒だった。
4年前、ボーンがK2登頂に失敗した際、ガイドであった妻の救出を目的に1人で登頂。妻は助けられなかったが、3人の男を救出している。
明確な目的は不明だが、スキップに代わって救助隊に参加。ピーターと組んでニトログリセリンを運搬しつつ、チームの指揮を執る。
トム・マクラーレン（Tom McLaren）
ボーン曰く世界最高の登山家。登頂アタック隊の隊長としてボーンと共にK2登頂を目指す。嵐が感知されたため下山を決行しようとするが、ボーンに脅され下山の決断を遅らせてしまった。
モニク・オーバーティン（Monique Aubertine）
救助隊の一員。スキップの下で働く雑務担当兼メディック。フランス系カナダ人。50万ドルの報酬金を目的に救助に参加した。シリルと組んでニトログリセリンを運搬する。
シリル・ベンチ（Cyril Bench）
救助隊の一員。ベンチ兄弟の兄で、2人でK2登頂を果たしたことがある。人命救助のために自ら志願して救助に参加。モニクと組んでニトログリセリンを運搬する。
マルコム・ベンチ（Malcolm Bench）
救助隊の一員。ベンチ兄弟の弟で、2人でK2登頂を果たしたことがある。人命救助のために自ら志願して救助に参加。カリームと組んでニトログリセリンを運搬する。
カリーム・ナジル（Kareem Nazir）
救助隊の一員。アラブ人。登頂アタック隊に参加していたいとこのアリを救うため救助に参加。マルコムと組んでニトログリセリンを運搬する。
スキップ・テイラー（Skip Taylor）
ピーターの友人の登山家。常にピーターに協力的な態度で接する。救助隊の一員として参加予定だったが、ウィックが参加したため、連絡係の役割を担う。

### その他の人物
ロイス・ギャレット（Royce Garrett）
ピーターとアニーの父で、登山家。3年前、家族でロッククライミングをしていた最中に、事故に巻き込まれ、子供たちを助けるためにピーターに縄を切らせ命を絶った。
ラスル少佐（Major Rasul）
パキスタン軍少佐。ヘリコプターの操縦士でもある。
アミール・サリム大佐（Colonel Amir Salim）
パキスタン軍大佐。
フランク・“チェーンソー”・ウィリアムス（Frank 'Chainsaw' Williams）
ボーンのチームの一員。ベースキャンプから支援をする。ボーンと同じく、嵐が感知されても登頂を続行させようとした。その後、救助隊として参加すれば成否に関わらず、1人50万ドル支払う公約を掲げる。
ブライアン・マキ（Brian Maki）
ボーンのチームの一員。天候の分析を担当。
アリ・ハッサン（Ali Hasan）
登頂アタック隊の一員で、カリームのいとこ。
エド・ベスターズ（Ed Viesturs）
著名な登山家。エベレストに5回登頂、無酸素で世界の14高峰のうち12高峰を制覇した実績を持つ。

## キャスト
| 役名                                   | 俳優                       | 日本語吹替                 | 日本語吹替                                 |
| 役名                                   | 俳優                       | ソフト版                   | テレビ朝日版                               |
| -------------------------------------- | -------------------------- | -------------------------- | ------------------------------------------ |
| ピーター・ギャレット                   | クリス・オドネル           | 三木眞一郎                 | 桐本琢也                                   |
| エリオット・ボーン                     | ビル・パクストン           | 内田直哉                   | 牛山茂                                     |
| アニー・ギャレット                     | ロビン・タニー             | 小林さやか                 | 石塚理恵                                   |
| モンゴメリー・ウィック                 | スコット・グレン           | 小川真司                   | 佐々木勝彦                                 |
| モニク・オーバーティン                 | イザベラ・スコルプコ       | 渡辺美佐                   | 日野由利加                                 |
| ロイス・ギャレット                     | スチュアート・ウィルソン   | 有本欽隆                   | 稲葉実                                     |
| トム・マクラーレン                     | ニコラス・リー             | 楠大典                     | 佐久田修                                   |
| カリーム・ナジル                       | アレクサンダー・シディグ   | 相沢正輝                   | 隈本吉成                                   |
| シリル・ベンチ                         | スティーヴ・ル・マルカンド | 江原正士                   | 青山穣                                     |
| マルコム・ベンチ                       | ベン・メンデルソーン       | 小杉十郎太                 | 小森創介                                   |
| スキップ・テイラー                     | ロバート・テイラー         | 田中正彦                   | 山路和弘                                   |
| ラスル少佐                             | テムエラ・モリソン         | 楠見尚己                   | 谷昌樹                                     |
| アミール・サリム大佐                   | ロシャン・セス             |                            | 稲葉実                                     |
| フランク・"チェーンソー"・ウィリアムズ | デヴィッド・ハイマン       |                            | 中博史                                     |
| ブライアン・マキ                       | ロバート・マモーネ         |                            | 古田信幸                                   |
| キャンベル                             | キャンベル・クーリー       |                            | 長嶝高士                                   |
| アリ・ハッサン                         | アリスター・ブローニング   |                            | 天田益男                                   |
| 本人役                                 | エド・ベスターズ           |                            | 田原アルノ                                 |
| その他                                 |                            | 谷昌樹 星野充昭 小池亜希子 | 土田大 出口佳代                            |
|                                        |                            |                            |                                            |
| 演出                                   |                            | 高橋剛                     | 伊達康将                                   |
| 翻訳                                   |                            | 松崎広幸                   | 松崎広幸                                   |
| 調整                                   |                            | 高久孝雄                   | 田中和成                                   |
| 制作                                   |                            | 東北新社                   | 東北新社                                   |
| 初回放送                               |                            |                            | 2003年10月5日 『日曜洋画劇場』 21:00-23:09 |

## 原作
- メル・オドム著、ロバート・キング：原案、脚本、テリー・ヘイズ：脚本、奥田祐二：訳　『バーティカル・リミット』（ソニー・マガジンズ,2000年） ISBN 9784789716390